# Nigel Lawson
Nigel Lawson, baron Lawson of Blaby, PC (11. března 1932 Londýn – 3. dubna 2023) byl britský konzervativní politik a novinář. V letech 1974–1992 byl poslancem parlamentu za volební obvod Blaby a v letech 1981–1989 působil ve vládě Margaret Thatcherové. Před vstupem do vlády působil od května 1979 do svého povýšení na státního tajemníka pro energetiku jako finanční tajemník ministerstva financí. V červnu 1983 byl jmenován ministrem financí a tuto funkci vykonával až do své rezignace v říjnu 1989. V obou vládních funkcích byl Lawson hlavním zastáncem politiky privatizace několika klíčových průmyslových odvětví, kterou prosazovala Thatcherová. Lawson dohlížel na náhlou deregulaci finančních trhů v roce 1986, běžně označovanou jako „velký třesk“, která rozhodujícím způsobem posílila postavení Londýna jako finanční metropole.
Lawson byl od roku 1989 až do svého odchodu do důchodu v roce 1992 řadovým poslancem Konzervativní strany v Dolní sněmovně a od roku 1992 až do svého odchodu do důchodu 31. prosince 2022 zasedal ve Sněmovně lordů. V politice zůstal aktivní jako předseda Konzervativců pro Británii, kampaně za vystoupení Británie z Evropské unie, a byl významným kritikem Evropské unie. Působil také jako předseda think tanku The Global Warming Policy Foundation a byl aktivním podporovatelem kampaně Vote Leave.
Lawson je otcem šesti dětí, mimo jiné spisovatelky a slavné kuchařky Nigelly Lawsonové, novináře Dominica Lawsona a ředitele Eastbourne College Toma Lawsona.